# Hogan (habitation)
Pour les articles homonymes, voir Hogan.

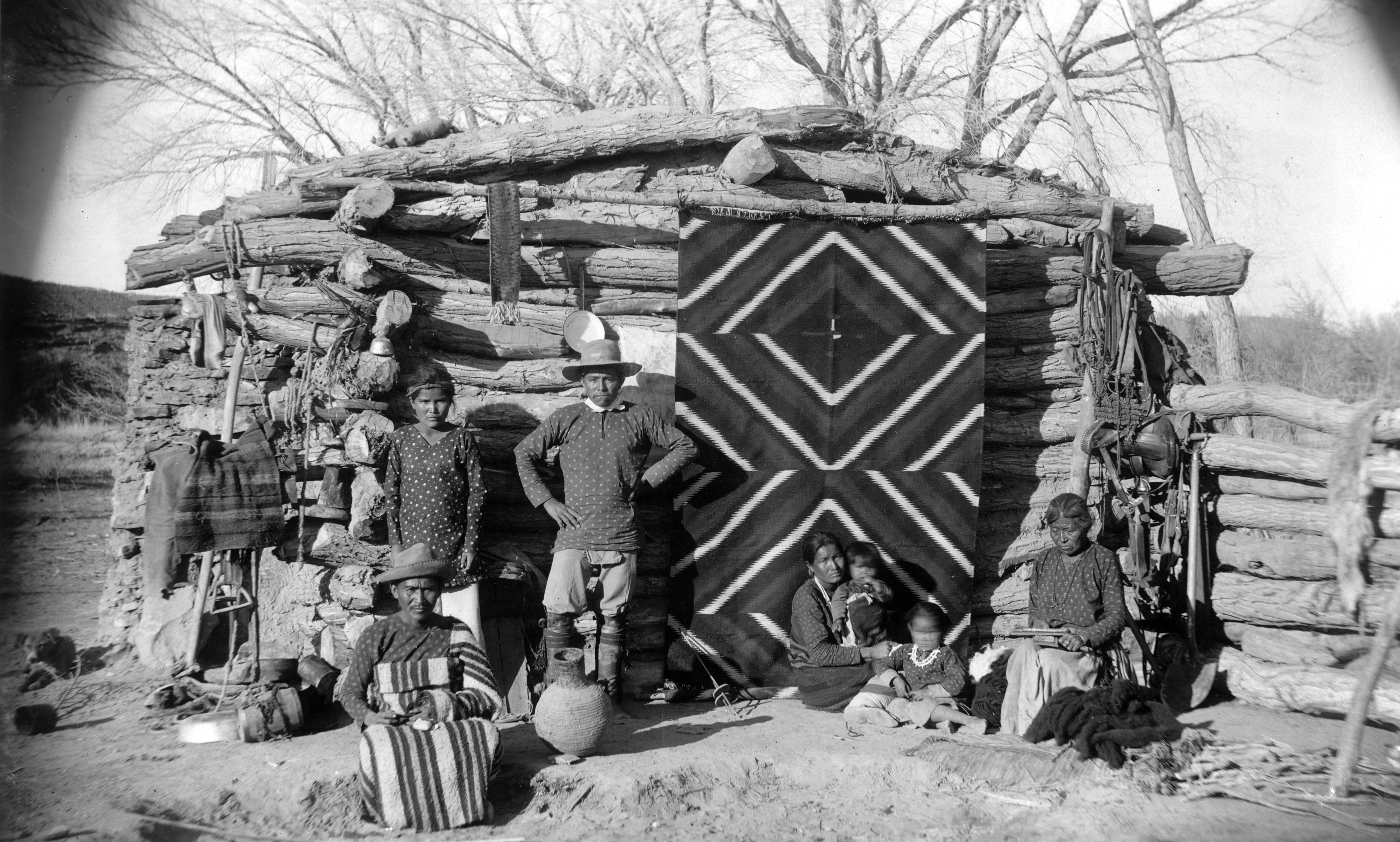
Un hogan d'hiver.

Le hogan est la maison traditionnelle des Navajos que l'homme devait construire pour sa future famille quand il se mariait.
Le mot « hogan » ou « hoghan » ['hoʊ.gɔn] ou ['hoʊ.gən] vient du navajo « hooghan », [hoːɣan]). Il désigne plusieurs types de construction dont la principale est le hogan dit « femelle » primitivement circulaire qui servait essentiellement d'habitation d'hiver.

## Lieu d'habitation

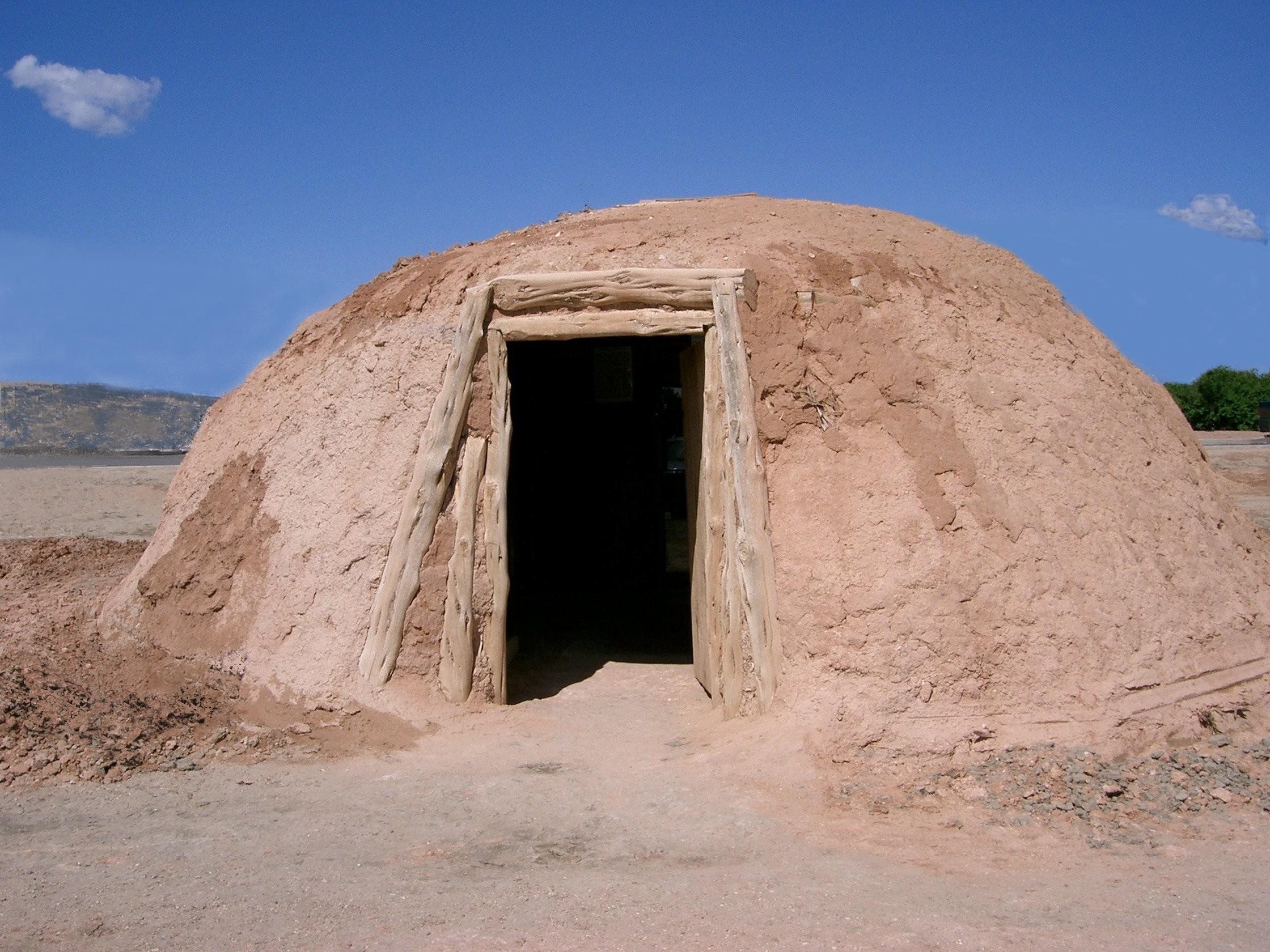
Hogan Navajo.

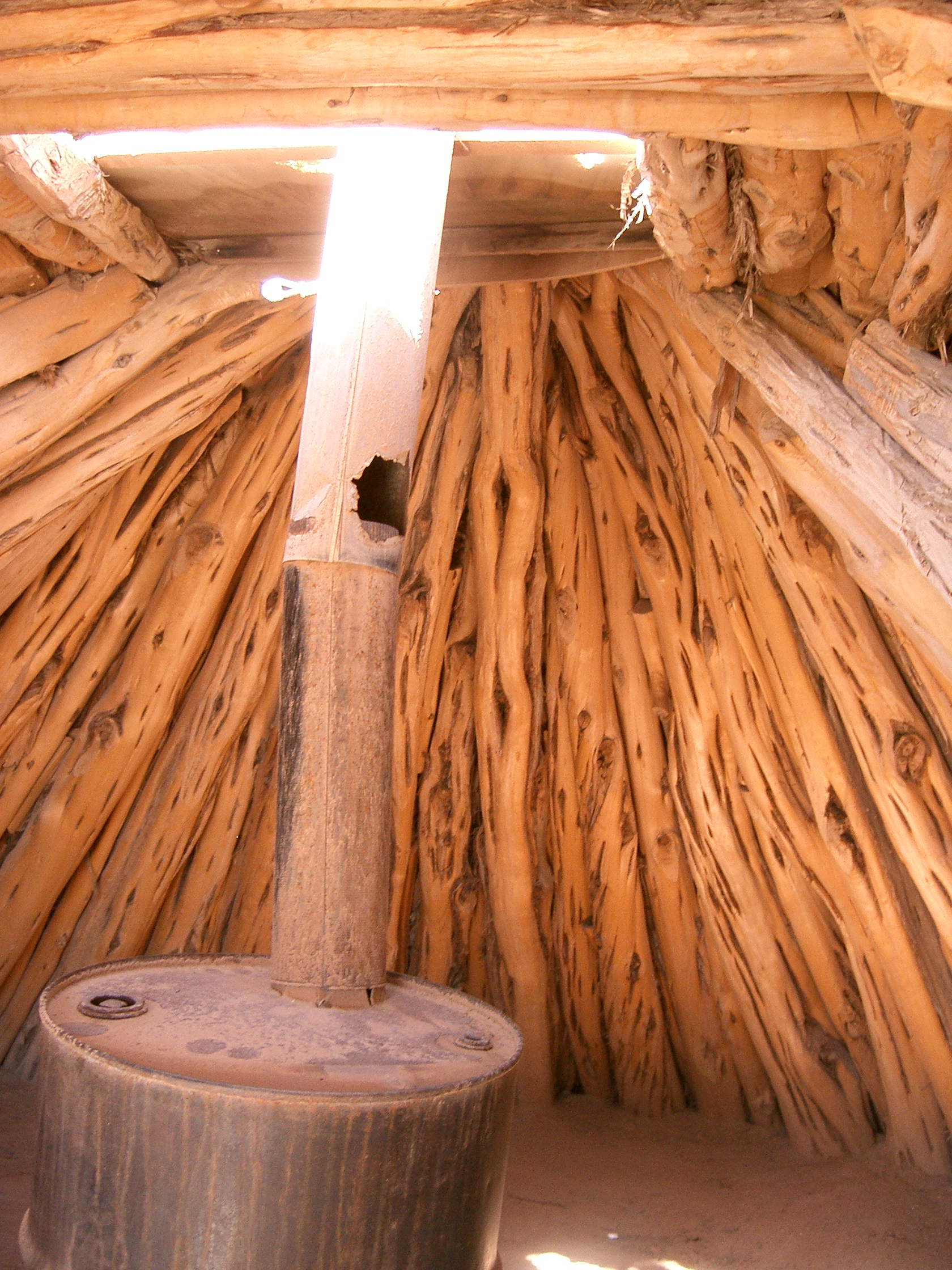
Vue intérieure.

Le hogan « femelle » constitue le logement de la famille : il a une forme circulaire d'environ huit mètres de diamètre avec une seule porte orientée à l'est. Il a une structure en bois (des branches de genévrier ou de cèdre de 10 à 15 cm de diamètre) colmatée et recouverte de terre qui constitue une bonne isolation contre le froid comme contre la chaleur. L'espace intérieur est sans séparation, avec un orifice central qui sert de cheminée : la partie occidentale, en face de l'entrée, est la place d'honneur, réservée au matriarche ou patriarche de la famille, alors que la partie droite, au sud, est attribuée aux hommes et la partie nord, à gauche de l'entrée est traditionnellement occupée par les femmes et les enfants. Toutes les activités ont lieu dans le hogan : la cuisine, le tissage, les repas, les échanges sociaux… On s'y tient assis mais la partie centrale permet à un homme de se tenir debout. Le sol est en terre battue parfois recouvert partiellement de branchettes séchées et l'ameublement est sommaire : une banquette en terre occupe la base des murs où le sol est parfois creusé de 30 cm, elle est recouverte de couvertures et de peaux de moutons qui servaient aussi pour fermer l'entrée. 
Entouré d'un corral pour les moutons puis aussi les chevaux, le hogan représentait un habitat dispersé : situées près de points d'eau, quelques huttes familiales constituaient des hameaux disséminés à quelques kilomètres les uns des autres mais parfois regroupés dans des villages plus importants.
Le hogan apparaît donc comme une habitation primitive écologiquement adaptée à un espace et à un mode de vie pastoral, et un hogan bien entretenu pouvait être utilisé pendant de longues décennies.

## Lieu sacré
Le hogan constitue un lieu sacré : sa forme circulaire est associée à une représentation particulière du monde et les mythes navajos racontent comment le coyote-créateur aidé par le peuple des castors a bâti le premier hogan pour le Premier Homme et la Première Femme qu'il avait créés à partir d'épis de maïs. L'emplacement des hogans est également déterminé avec soin par rapport aux points forts du paysage dans lequel ils se fondent par la couleur ocre de la terre qui les recouvre.
Le hogan est lié à des tabous majeurs comme lors du décès d'un occupant : le corps est sorti par un trou creusé dans la partie nord et le hogan est abandonné et souvent brûlé. Il est également abandonné si un ours s'est frotté contre lui ou s'il a reçu la foudre.

## Évolution
Sa forme circulaire traditionnelle a évolué à la fin du XIXe siècle lorsque le chemin de fer et les contacts avec les Blancs ont apporté des pièces de bois plus longues et plus solides : la forme est alors devenue octogonale (ou parfois hexagonale) mais en conservant la même orientation.
Le hogan « masculin » quant à lui était triangulaire et plus petit : il comprenait un vestibule et était réservé à des pratiques religieuses privées.
Aujourd'hui le hogan est encore utilisé par certaines familles navajos : on les voit ici ou là avec leur silhouette spécifique, entourés la plupart du temps d'autres maisonnettes plus modernes ou de mobilhomes. Leur usage reste important pour les cérémonies religieuses comme lors des créations de peintures de sable thérapeutiques par le chaman, l'homme-médecine ou « hataali ».
Par ailleurs une exploitation touristique est en train de naître : des voyagistes proposent des nuitées dans des hogans un peu aménagés pour des touristes en quête d'originalité.